# Sedlice (Přídolí)
Sedlice (německy Sedlitz) je ves na Českokrumlovsku, součást obce Přídolí. Nachází se na území přírodního parku Poluška, v kopcovité krajině na okraji horského hřbetu oddělujícího údolí Vltavy a Malše. Nedaleko vsi se nachází nejvyšší vrchol hřbetu Poluška (920 metrů).
Ves leží v oblasti někdejší národnostní hranice, v roce 1930 byla většina obyvatel ve vsi (stejně jako v Přídolí) německé národnosti (zatímco v sousední Věžovaté Pláni už bylo významné zastoupení česky hovořících obyvatel). Většina domů nyní slouží rekreaci.
Na okraji vsi vyvěrá Karlův pramen.

## Historie
První písemná zmínka o vesnici pochází z roku 1259.

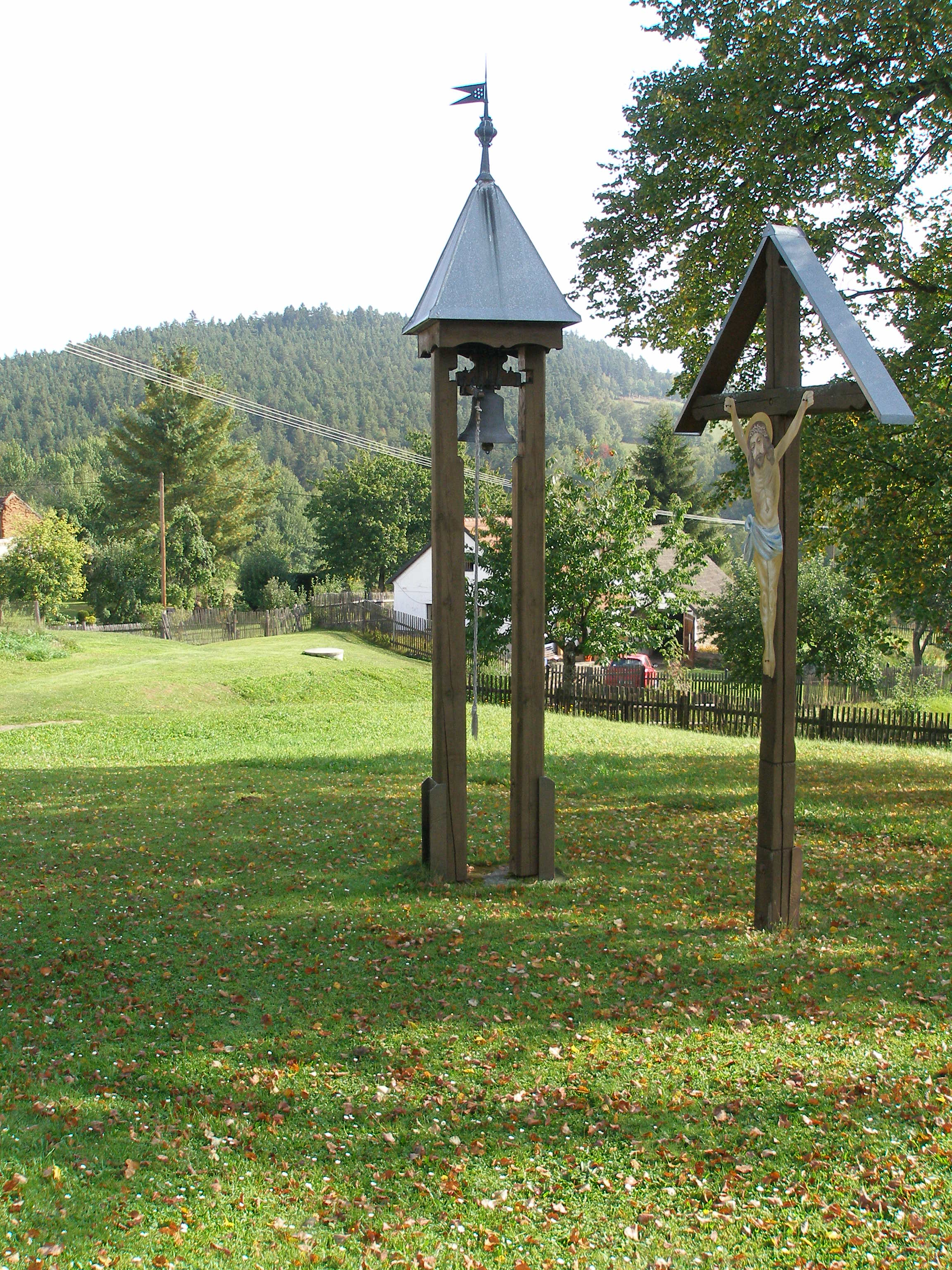
Zvonička a kříž na návsi
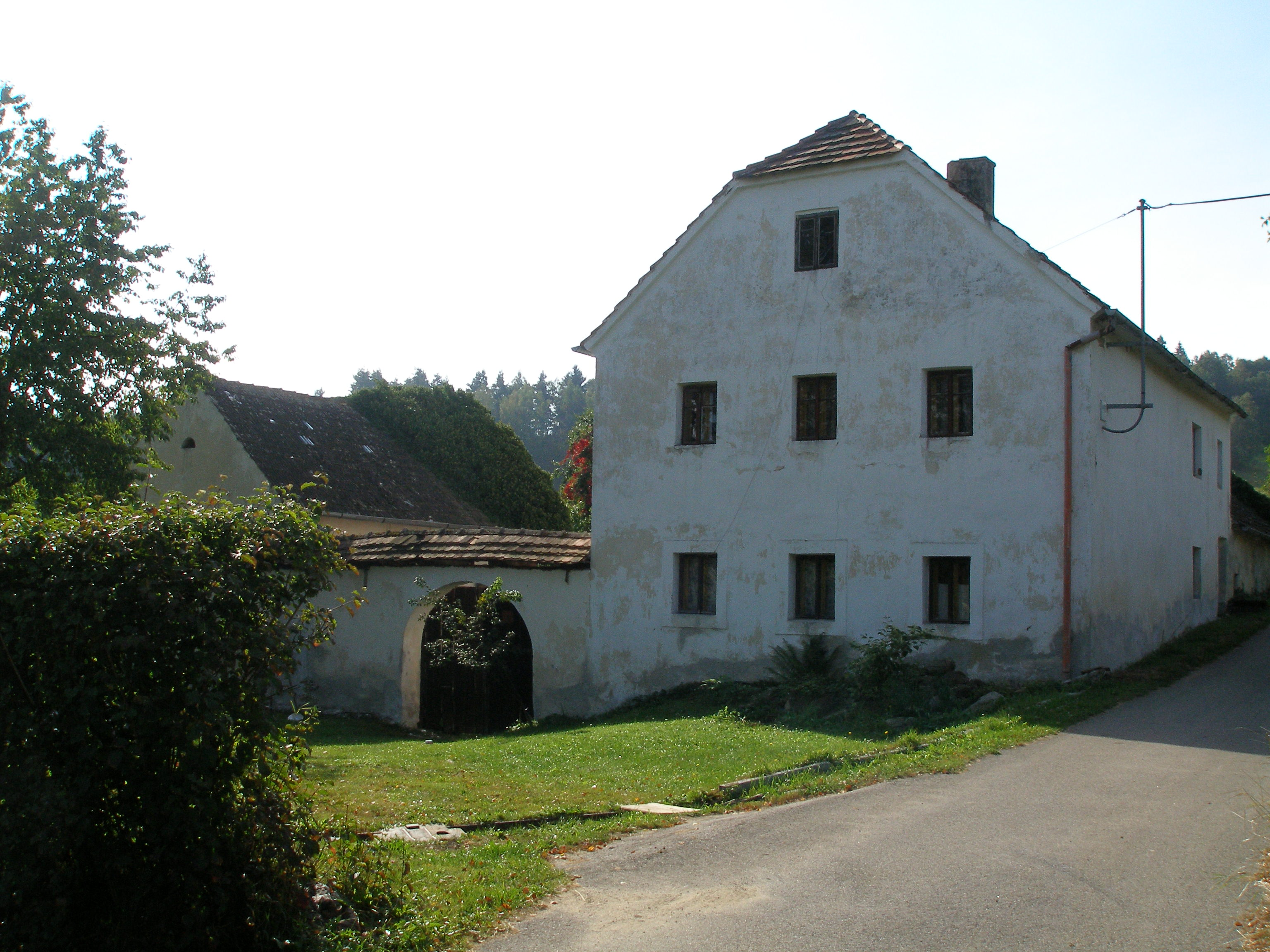
Jeden ze statků na návsi
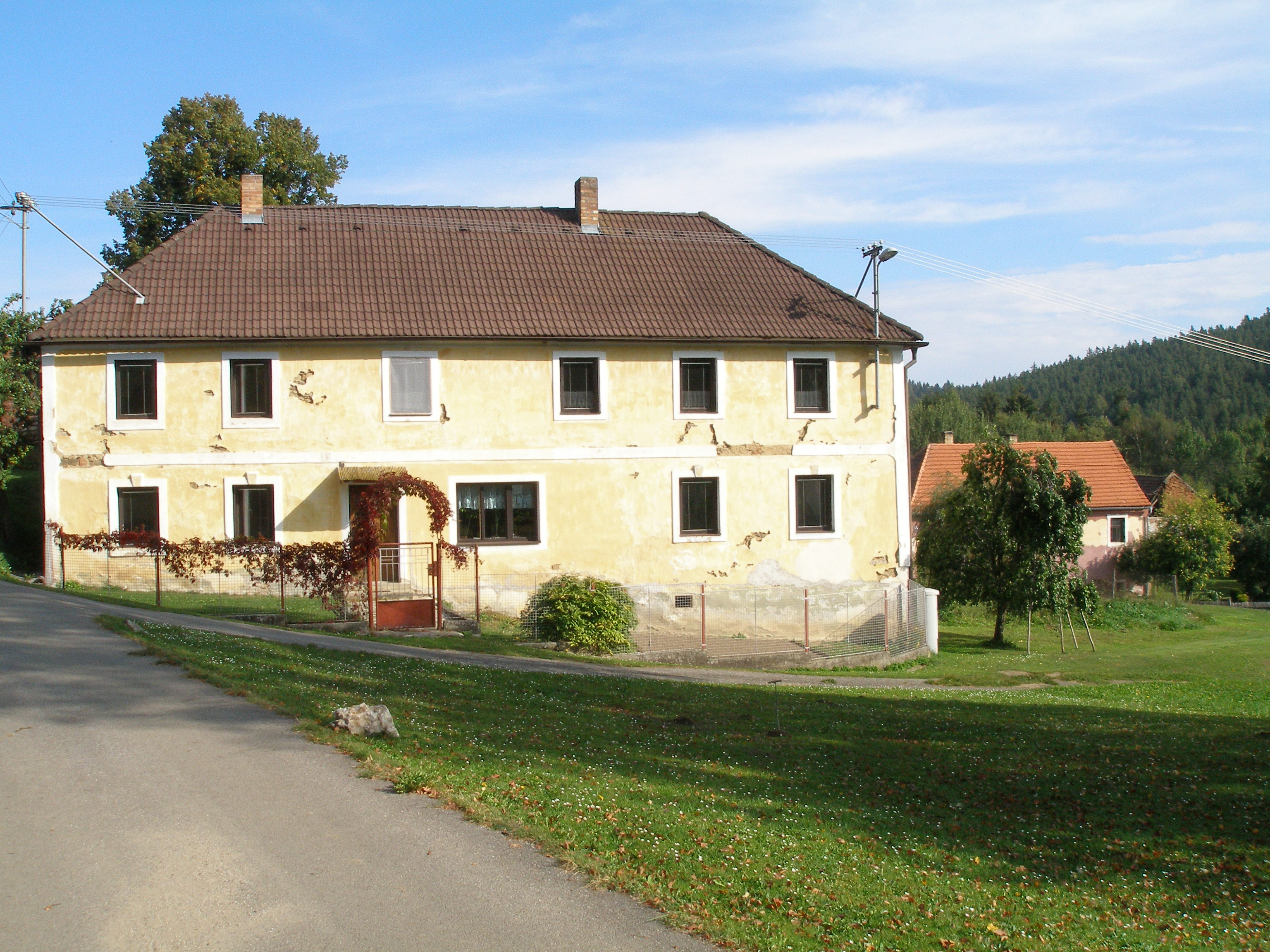
Jiná usedlost na návsi
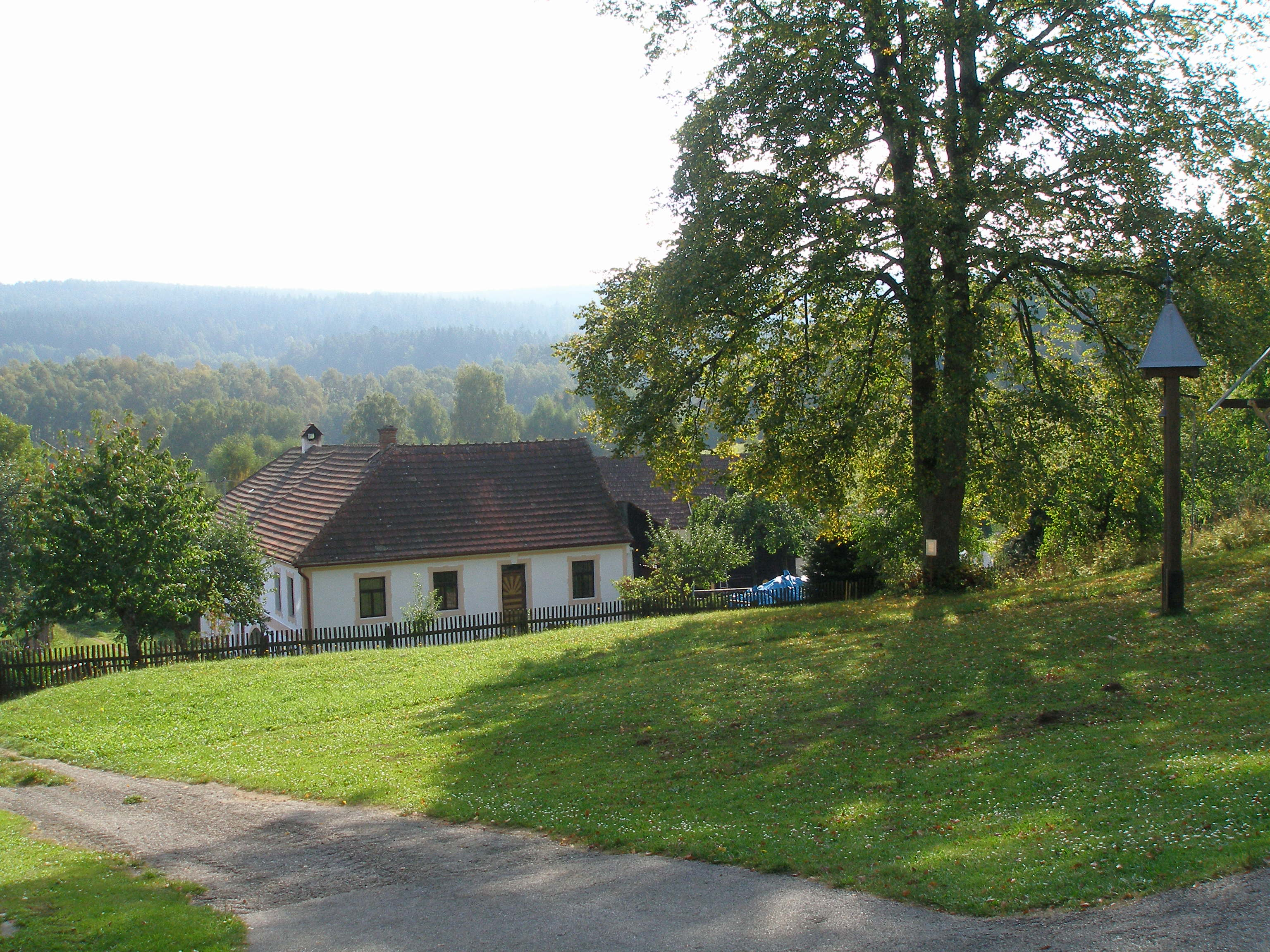
Dům na dolní straně návsi
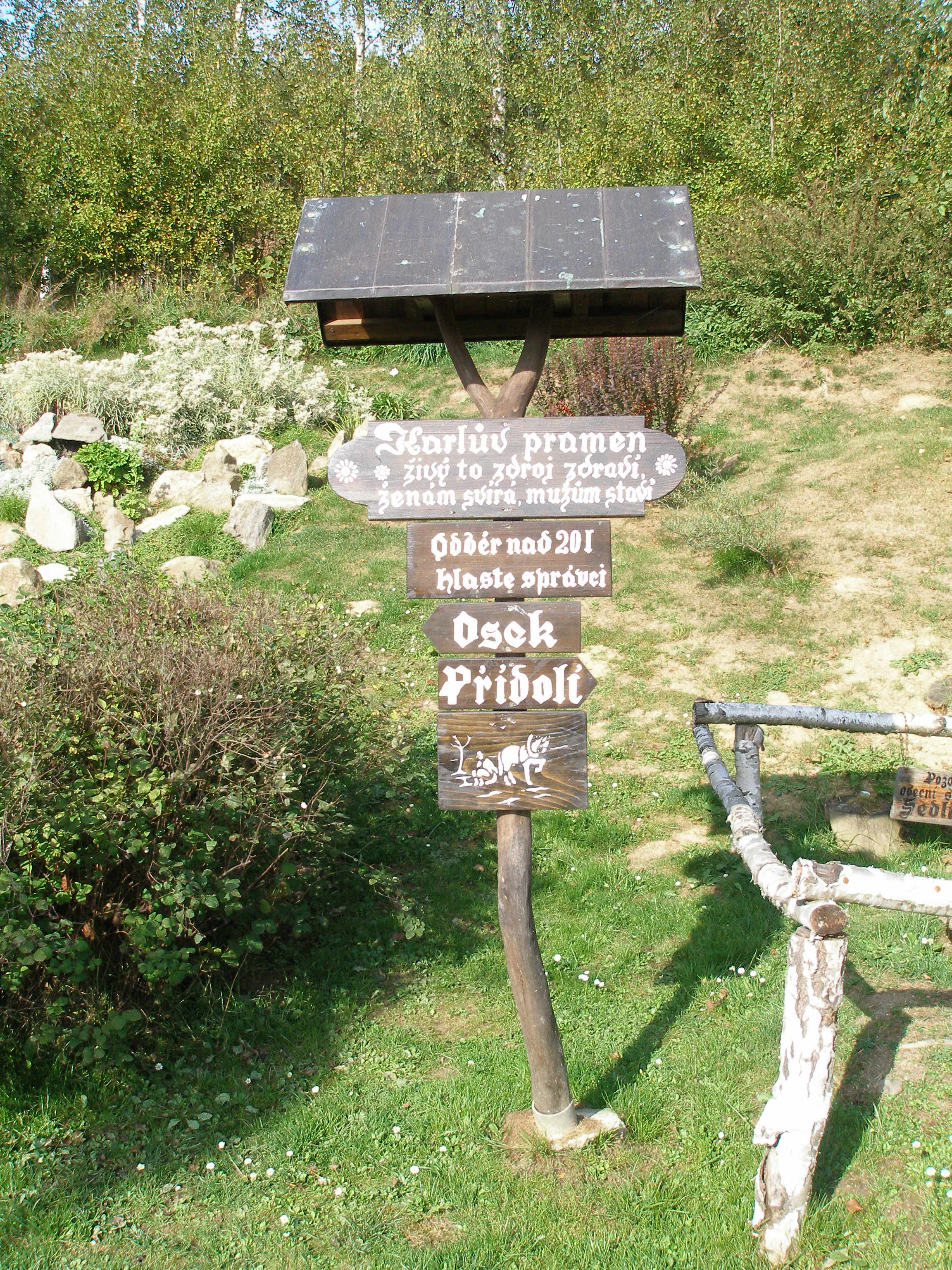
Informační tabule u Karlova pramene
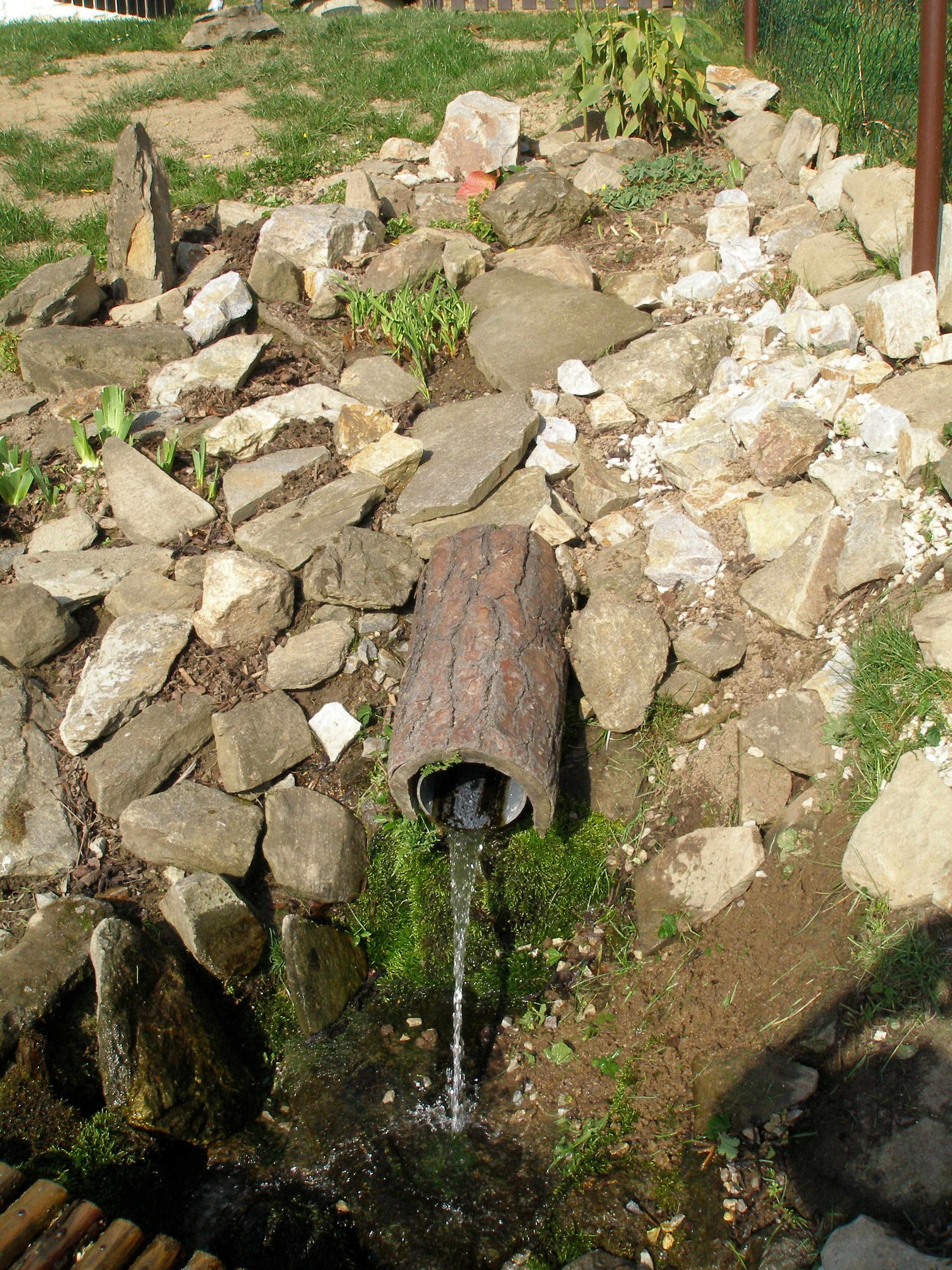
Karlův pramen
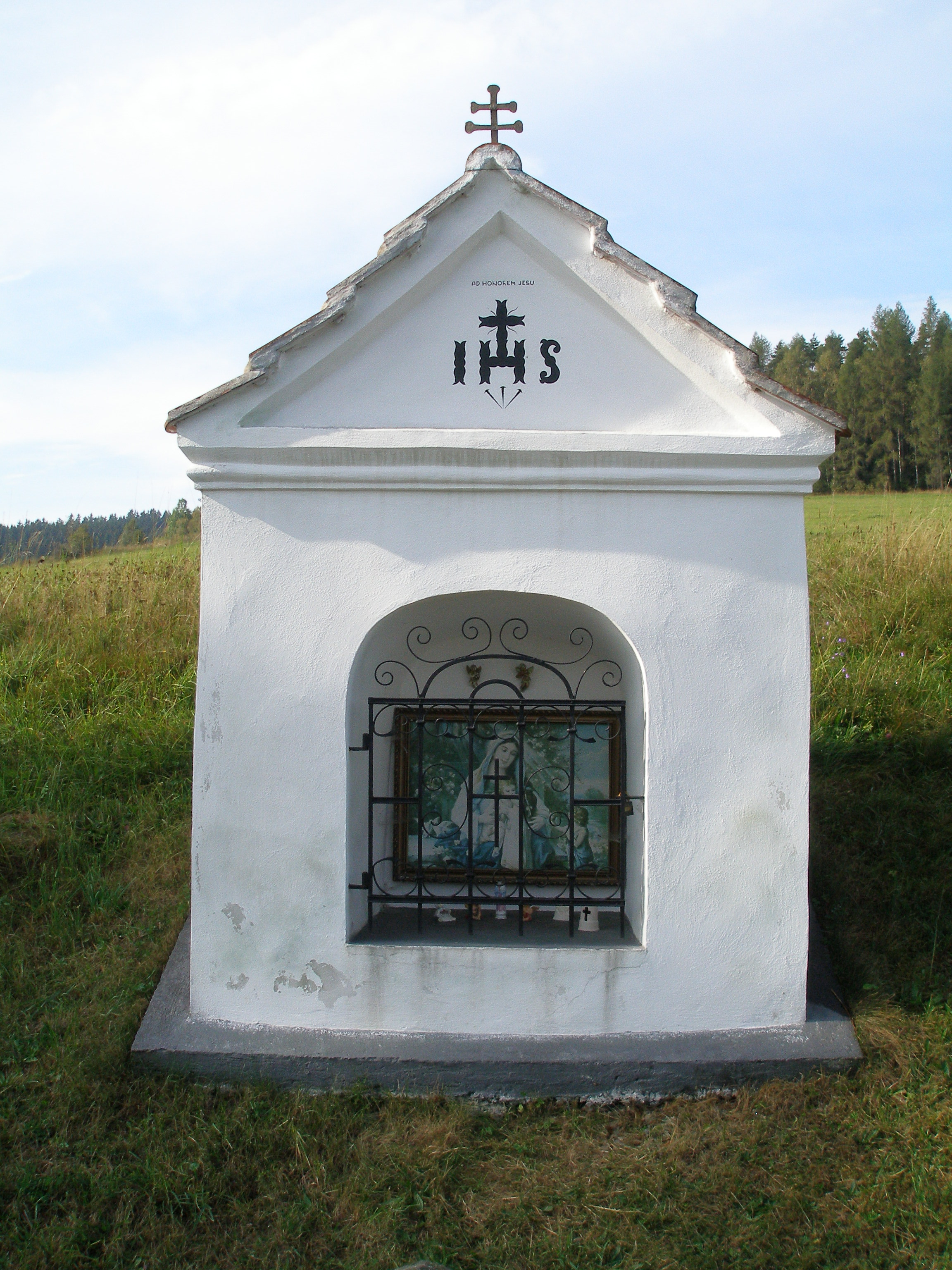
Kaplička na okraji vsi (při cestě od Přídolí)